# Гохштеттен (Німеччина)
Гохштеттен (нім. Hochstätten) — громада в Німеччині, розташована в землі Рейнланд-Пфальц. Входить до складу району Бад-Кройцнах. Складова частина об'єднання громад Бад-Мюнстер-ам-Штайн-Ебернбург.
Площа — 5,46 км2. Населення становить 608 ос. (станом на 31 грудня 2020).

## Галерея

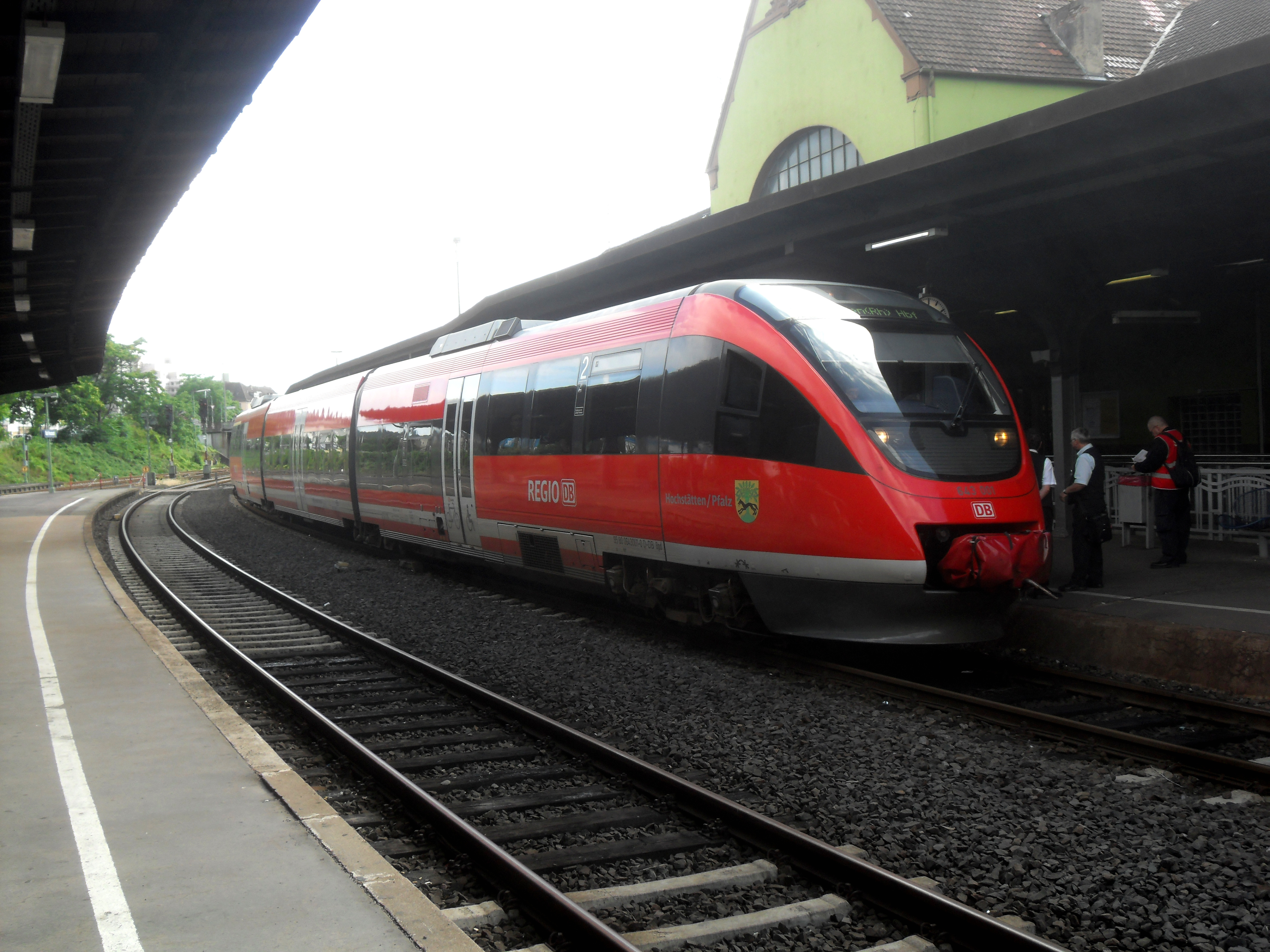